# Шевченко Кірілл Сергійович
Кірілл Сергійович Шевченко (22 вересня 2002, Київ) — румунський та у минулому український шахіст, гросмейстер (2017).
У складі збірної України чемпіон Європи 2021 року. Срібний призер чемпіонату України з розв'язування шахової композиції в особистому і командному заліках 2018 року. Учасник трьох особових чемпіонатів Європи із шахів (2017—2019).
Його рейтинг станом на червень 2023 року — 2694 (39-те місце у світі, 2-ге серед шахістів Румунії).
Вихованець шахової школи імені Олександра Момоти (Краматорськ), грає в шахи з 3-х років. В 9 років став кандидатом в майстри спорту, а в 13 міжнародним майстром.
До січня 2023 року не повернувся до України зі змагань після закінчення спортивного заходу, відтоді виступає під прапором Румунії.
У жовтні 2024 року Шевченка виключили зі змагань, присудивши поразку. Причиною стало порушення правил під час турніру, де він виступав у складі команди «Сілла — Інтегрант Коллетіус».

## Статистика виступів

### Турнірні результати
| Рік  | Місто                      | Турнір                                        | + | − | = | Результат | Місце  |
| ---- | -------------------------- | --------------------------------------------- | - | - | - | --------- | ------ |
| 2015 | Пардубиці                  | «CZECH OPEN 2015 — A — GM open»               | 3 | 1 | 5 | 5 з 9     | [ 6 ]  |
| 2016 | Москва                     | «Moscow-Open 2016 A»                          | 5 | 1 | 3 | 6½ з 9    | [ 7 ]  |
|      | Вороніж                    | Master Open — Меморіал Алехіна 2016           | 5 | 2 | 2 | 6 з 9     | [ 8 ]  |
| 2017 | Нойштадт-ан-дер-Вайнштрасе | «8. Pfalz Open A»                             | 6 | 0 | 3 | 7½ з 9    | [ 9 ]  |
|      | Мінськ                     | Чемпіонат Європи                              | 5 | 2 | 4 | 7 з 11    | 51     |
|      | Бенаске                    | «XXXVII Open Internacional Villa De Benasque» | 6 | 0 | 4 | 8 з 10    | [ 12 ] |
|      | Житомир                    | 86-й чемпіонат України                        | 1 | 2 | 8 | 5 з 11    | 8      |
| 2018 | Батумі                     | Чемпіонат Європи                              | 6 | 2 | 3 | 7½ з 11   | 32     |
| 2019 | Скоп'є                     | Чемпіонат Європи                              | 4 | 2 | 5 | 6½ з 11   | 91     |
| 2020 | Омельник                   | 89-й чемпіонат України                        | 4 | 1 | 4 | 6 з 9     | Silver |
| 2021 | Харків                     | 90-й чемпіонат України                        | 2 | 1 | 6 | 5 з 9     | Bronze |

### Статистика виступів у складі збірної України
Кірілл Шевченко у складі збірної України зіграв у двох турнірах. Він переможець командного чемпіонату Європи 2021 року. Загалом у складі збірної України Шевченко зіграв 18 партій, у яких набрав 11½ очка (+6=11-1), що становить 63,9 % від числа можливих очок.
| Рік  | Турнір           | Місто         | Збірна  | Шахівниця | Рейтинг | + | = | − | Результат | % очок | Турнірний рейтинг | Командне місце | Особисте місце |
| ---- | ---------------- | ------------- | ------- | --------- | ------- | - | - | - | --------- | ------ | ----------------- | -------------- | -------------- |
| 2021 | чемпіонат Європи | Чатеж-об-Саві | Україна | 4         | 2647    | 1 | 7 | 0 | 4½ з 8    | 56,3   | 2639              | Gold           | 11             |
| 2022 | шахова олімпіада | Ченнай        | Україна | 4         | 2654    | 5 | 4 | 1 | 7 з 10    | 70,0   | 2629              | 29             | 8              |

## Зміни рейтингу
| На цьому місці має відображатися графік чи діаграма, однак з технічних причин його відображення наразі вимкнено. Будь ласка, не видаляйте код, який викликає це повідомлення. Розробники вже працюють для того, щоби відновити штатне функціонування цього графіка або діаграми. | |
| | На цьому місці має відображатися графік чи діаграма, однак з технічних причин його відображення наразі вимкнено. Будь ласка, не видаляйте код, який викликає це повідомлення. Розробники вже працюють для того, щоби відновити штатне функціонування цього графіка або діаграми. |